# Elette 1960-1961
Elette 1960-61 fu il 39º campionato cestistico maschile italiano di massima divisione.
Le 12 squadre di massima serie si incontrano in un girone all'italiana con partite d'andata e ritorno. La prima in classifica vince lo scudetto e le ultime due retrocedono direttamente; al termine della stagione si rende necessario uno spareggio per stabilire la seconda retrocessione. L'Ignis Varese vince il suo primo scudetto, superando Idrolitina Bologna (seconda) e Simmenthal Milano (terza).

## Classifica
|               |     | Classifica finale 1960-1961 | Pt | G  | V  | P  | PtF  | PtS  |
| ------------- | --- | --------------------------- | -- | -- | -- | -- | ---- | ---- |
|               | 1.  | Pall. Varese                | 43 | 22 | 21 | 1  | 1786 | 1417 |
|               | 2.  | Virtus Bologna              | 40 | 22 | 18 | 4  | 1599 | 1328 |
|               | 3.  | Olimpia Milano              | 40 | 22 | 18 | 4  | 1653 | 1370 |
|               | 4.  | Pall. Cantù                 | 34 | 22 | 12 | 10 | 1446 | 1402 |
|               | 5.  | Pall. Biella                | 33 | 22 | 11 | 11 | 1366 | 1293 |
|               | 6.  | V.L. Pesaro                 | 32 | 22 | 10 | 12 | 1541 | 1531 |
|               | 7.  | Basket Livorno              | 31 | 22 | 9  | 13 | 1406 | 1463 |
|               | 8.  | Stella Azzurra              | 31 | 22 | 9  | 13 | 1377 | 1472 |
|               | 9.  | Petrarca                    | 31 | 22 | 9  | 13 | 1417 | 1387 |
|               | 10. | Lazio                       | 29 | 22 | 7  | 15 | 1317 | 1525 |
| Retrocessione | 11. | S.C. Gira                   | 29 | 22 | 7  | 15 | 1406 | 1570 |
| Retrocessione | 12. | S.G. Triestina              | 23 | 22 | 1  | 21 | 1189 | 1745 |

## Spareggio salvezza
| Arezzo 15 maggio 1961 | Lazio | 65 – 63 | S.C. Gira |  |

## Verdetti
- Campione d'Italia:  Pallacanestro Ignis Varese

Formazione: Mario Andreo, Umberto Borghi, Guido Carlo Gatti, Giovanni Gavagnin, Remo Maggetti, Paolo Magistrini, Vinicio Nesti, Renato Padovan, Gabriele Vianello, Tonino Zorzi. Allenatore: Enrico Garbosi.
- Retrocessioni in Serie A: Gira Lovari Bologna e Ginnastica Triestina.